# أرز أحمر
الأرز المكسيكي أو الأحمر هو طبق جانبي مكسيكي المنشأ من المطبخ التكسيكي مصنوع من الأرز الأبيض والطماطم والثوم، البصل وقد تضاف مكونات أخرى. يُؤكل الأرز المكسيكي مكملًا لأطباق أخرى مثل صلصلة مولي والفاصوليا المقلية والدجاج المشوي وكارني أسادا وبيكاديلو والتاكو والسمك المقلي والدجاج المقلي والفلفل الحار ريلينوس، أو حساء الخضار.
يحظى الأرز المطهو بالطريقة المكسيكية بشعبية خاصة في وسط وشمال المكسيك وجنوب غرب الولايات المتحدة . يؤكل هذا الطبق على مدار العام ويحضر بالطريقة المكسيكية دائما وهي الأكثر شيوعًا في المطبخ المكسيكي.

## تحضير
طريقة تحضير الأرز المكسيكي كالتالي: يغسل الأرز الأبيض متوسط الطول ويُنقع لفترة وجيزة ثم يحمص الأرز في قدر مع الدهن مثل شحم الخنزير أو زيت الطهي إلى أن تبدأ حبات الأرز بالتحول إلى اللون الذهبي والشفاف. يخلط الطماطم والبصل والثوم في مرق الدجاج أو مرق الخضار لعمل صلصة تضاف بعد ذلك إلى الأرز المحمص، حيث يترك المزيج يغلي ويقلب لفترة وجيزة ثم يغطى لمدة 15-20 دقيقة، حتى يمتص الأرز كل السائل ويصبح طريًا.
إذا كان الأرز المكسيكي يحتوي على خضروات مقطعة مثل الجزر أو الذرة أو البازلاء فعادة ما تضاف هذه الخضروات أثناء تحميص الأرز بالدهن وقبل إضافة صلصة الطماطم أو المرق، لجعلها طرية ومطهوة جيدًا ويمكن أن تتبيلها بالملح وكزبرة مفرومة ناعماً، معكمون مطحون.
من حيث الخضروات الورقية، يمكن إضافة البقدونس لإضفاء القليل من اللون ولكنه لا يغير النكهة كثيرًا وتضيف الكزبرة نكهة فريدة ويمكن استبدالها بالبقدونس أو إضافتها كعشب طازج مكمل للطبق. كذكلك يمكن إضافة الكمون والأوريجانو والفلفل الحار ومسحوق الفلفل الحار إلى مزيج صلصة الطماطم لمنحها نكهة فريدة.

## أنظر أيضا
- جمبلاية
- أرز جولوف
- بايلا
- بيلاف
- أرز مقلي

## روابط خارجية
- Arroz: أرز إسباني في شبكة الغذاء
- أرز إسباني في MarthaStewart.com